# 산 루이스 레이의 다리 (영화)
산 루이스 레이의 다리(El Puente De San Luis Rey, The Bridge Of San Luis Rey)는 프랑스에서 제작된 매리 맥귀키언 감독의 2004년 드라마 영화이다. 손턴 와일더의 동명의 소설을 바탕으로 제작되었다. 로버트 드 니로 등이 주연으로 출연하였고 마이클 코원 등이 제작에 참여하였다.

## 출연

### 주연
- 로버트 드 니로
- 캐시 베이츠

### 조연
- 하비 케이틀
- 가브리엘 번
- 필라르 로페스 데 아얄라
- 제랄딘 채플린
- F. 머레이 아브라함

## 제작진
- 원작자: 쏜톤 와일더
- 공동제작: 엘비라 볼즈
- 공동제작: 제이슨 피에떼
- 라인프로듀서: 마크 알베라
- 미술: 길 패론도
- 의상: 이본느 블레이크
- 배역: 샤론 하워드-필드